# Erdstadion
Ein Erdstadion ist ein relativ einfach zu errichtender Stadiontyp, der ohne umfangreiche Hoch- oder Ingenieurbauten auskommt, weil er im Wesentlichen aus einer ausgehobenen Grube besteht, deren schräge Wände befestigt und mit Tribünen besetzt werden. Die im Beispielfoto sichtbare Stadioninnenfläche liegt somit unterhalb des umgebenden Geländeniveaus.

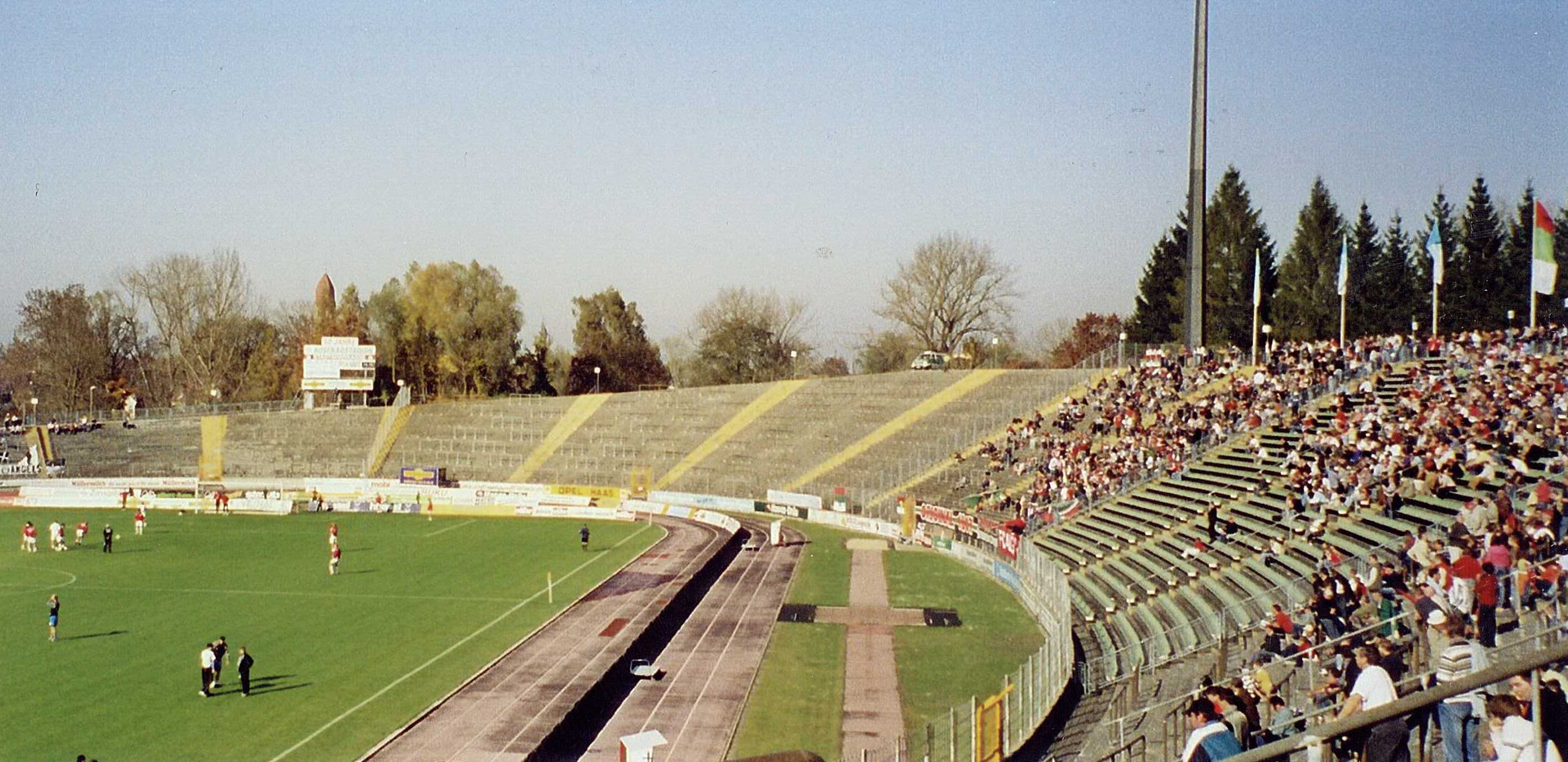
Augsburger Rosenaustadion

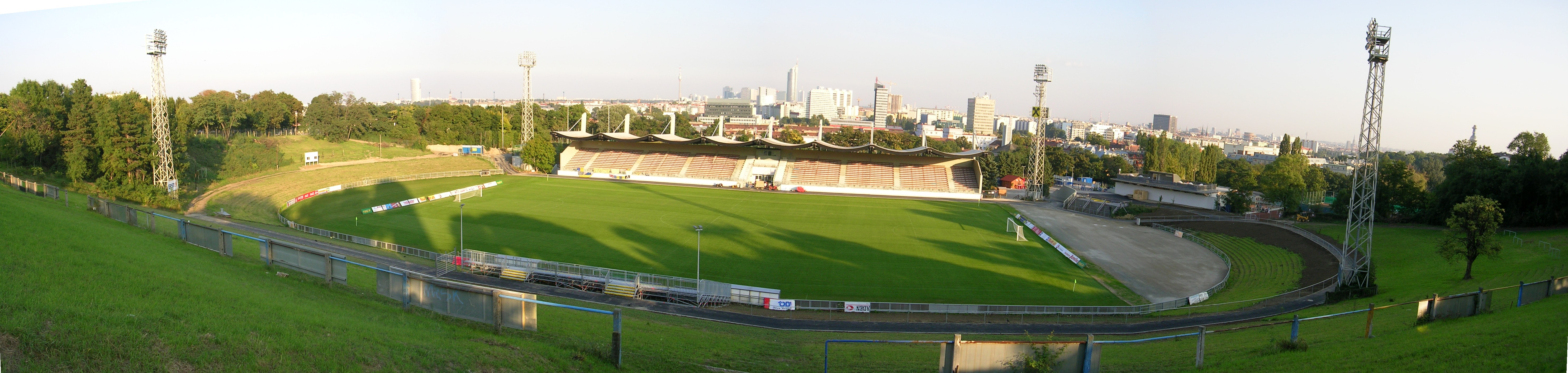
Das großteils verfallene Naturstadion Hohe Warte (die Haupttribüne ist ein Ingenieurbau)

Das Olympiastadion Berlin und das Olympiastadion München sind ebenfalls zur Hälfte Erdstadien, wobei in München die Berge des Geländes zu den Olympischen Spielen 1972 von dem Architekturbüro Behnisch künstlich angelegt wurden. Das Augsburger Rosenaustadion wurde nach dem Zweiten Weltkrieg auf Trümmer- und Schuttbergen errichtet, die zu einem Stadionrund geformt wurden. Nur die Haupttribüne ist ein Ingenieurbau.
Auch das Letzigrund in Zürich ist ein Erdstadion, deshalb der Name Letzigrund.